# Визуальное поле
 Визуальным полем  является  «пространственный массив зрительных ощущений, доступный для наблюдения в интроспекционных психологических экспериментах»  
Визуальное поле иногда путают с полем зрения. Поле зрения — всё, что в данный момент времени вызывает падение света на сетчатку. Этот вход обрабатывается зрительной системой, которая вычисляет визуальное поле в качестве выхода.
В оптометрии и офтальмологии тест визуального поля используется для определения, влияют ли на визуальное поле заболевания, такие как скотома, более обширная потеря зрения или даже снижение порога чувствительности.

## Нормальные пределы
Нормальное человеческое поле зрения охватывает примерно 60 градусов интраназально (по направлению к носу или внутрь) от вертикального меридиана каждого глаза, до 100 градусов к височной кости (от носа, или наружу) от вертикального меридиана и приблизительно 60 градусов выше и 75 ниже горизонтального меридиана. В Соединенном Королевстве минимальное требование к полю для вождения —  60 градусов в каждую сторону от вертикального меридиана и 20 градусов выше и ниже горизонтали. Жёлтое пятно соответствует 13 градусам визуального поля  от центра; центральная ямка — 3 градуса от центра.

## Измерение поля зрения
Визуальное поле измеряется периметрией. Она может быть кинетической, где точки света перемещаются внутри, пока наблюдатель  видит их, или статической, где точечные источники света будут мелькать на белом экране и наблюдателя просят нажимать кнопку, если он видит их. Наиболее распространёнными периметрами являются автоматизированный анализатор поля Хамфри и угловой периметр Фёрстера, предложен Aubert и Forster (1857). 
Другой способ заключается в использовании кампиметра, небольшого устройства, предназначенного для измерения визуального поля.
Шаблоны тестирования, которые чаще всего используются, — 24  или 30 градусов от центра визуального поля. Большинство периметров также способны испытывать полное визуальное поле.
Еще один способ для практикующего — держать 1, 2 или 5 пальцев в четырёх квадрантах и в центре поля зрения пациента (с другим закрытым глазом). Если пациент имеет возможность сообщить количество пальцев должным образом, по сравнению с полем практикующего врача, нормальный результат записывается как «полное по числу пальцев» (часто сокращенно FTFC). Слепое пятно также может быть оценено путём проведения небольшого красного объекта между врачом и пациентом. Сравнивая, когда красный объект исчезает у пациента и врача, можно идентифицировать излишне большое слепое пятно больного. Есть много вариантов этого типа теста (например, шевелить пальцами на визуальном периферии в кардинальных осях).

## Потеря визуального поля
Потеря визуального поля может возникнуть из-за болезни или нарушений работы глаза, зрительного нерва или мозга. Классически, существует четыре типа дефекта поля зрения:
1. Высотный дефект поля, потеря зрения выше или ниже горизонтали — связанный с глазной патологией.
2. Битемпоральная гемианопсия, потеря зрения по бокам (см. ниже).
3. Центральная скотома, потеря центрального зрения.
4. Гомонимная гемианопсия, потери полей на одной стороне в обоих глазах — дефект перекрёста зрительных нервов (см. ниже).

У людей конфронтационное тестирование и другие формы периметрии используются для обнаружения и измерения потерь визуального поля. Различные неврологические трудности вызывают характерные формы нарушения зрения, в том числе гемианопсия, квадрантанопсия и другие.
|  |
|  |
|  |
|  |
|  |

## Остров хорошего видения
Визуальное поле неравномерно. Оно не является равномерным и имеет максимальную разрешающую способность в его центральной части.
Гарри Мосс Traquair описывал в 1927 году наше визуальное поле как «остров зрения или холм зрения, окружённый морем слепоты». Соответствующее изменённое определение «Острова видения» у нас есть. Его эмпирические эллиптические ограничения по длине (горизонтальной) оси — наши слепые пятна.
Joaquín Lloveras Montserrat утверждает, что в романскую эпоху люди были в курсе особенностей наших слепых пятен в горизонтальных пределах центрального хорошего зрения. Кроме того, им известно, что значительное изменение чёткости приводит к сильному изменению восприятия пространства. Наблюдатель чувствует внутри центрального пространства и понимает свои границы, которые «его обволакивают», что делает их очень полезным принципом архитектурного дизайна. Персональная выставка выставка La Experiencia del Espacio  в Барселоне школы архитектуры сопровождало это явление, используя большой эллипс (TK) высотой 3,10 метра (в два раза выше человека), который имеет большую ось 3,94, расположенную в 6,38 м от наблюдателя (эти размеры очень похожи на те, что были предложены Traquair для пределов «визуального острова»).